# Randy Onuoha
Randy Onuoha (Lelystad, 1 april 1994) is een Nederlands voetballer van Nigeriaanse komaf die als linker verdediger speelt. 
Onuoha speelde in de jeugd van Almere City FC maar kon de stap naar het eerste team niet maken. Via verschillende amateurclubs kwam hij medio 2015 bij het beloftenteam van N.E.C.. Medio 2016 sloot hij op amateurbasis aan bij het eerste team van Fortuna Sittard maar eind augustus verliet hij Fortuna. Begin 2017 tekende hij een contract in Bulgarije bij PFC Neftochimic Boergas. Hij maakte op 25 februari 2017 zijn debuut als basisspeler in de Parva Liga in de uitwedstrijd tegen Lokomotiv Plovdiv (0-0). Zijn contract werd niet verlengd en in augustus 2017 was hij op proef bij het Albanese KS Vllaznia Shkodër. Vanaf januari 2018 speelt hij bij zaterdag hoofdklasser SV Huizen. In februari 2019 keerde Onuoha terug naar Bulgarije bij PFC Slavia Sofia. Een half jaar later keerde hij terug in het Nederlands amateurvoetbal bij VVOG.